# Лоуер-Мейнленд
49°05′00″ пн. ш. 122°21′00″ зх. д. / 49.083333333333° пн. ш. 122.35° зх. д.
Лоуер-Мейнленд (англ. Lower Mainland) — географічний регіон на південному заході Канади.
Регіон Лауер Мейнленд (у перекладі Нижній материк) розташований на крайньому південному заході канадської провінції Британська Колумбія і охоплює території навколо третього за величиною міста цієї країни Ванкувера. До нього входить весь округ Великий Ванкувер (Metro Vancouver) та частина прилеглого округу Фрейзер-Веллі (Fraser Valley Regional District). У Лоуер-Мейнленді в даний час проживає 2,2 мільйона мешканців і тут розташовані 16 із 30 найбільш густонаселених громад провінції Британська Колумбія.
Термін Лоуер-Мейнленд, що ніколи не використовувався, проте був у побуті осілих тут ще перших європейських поселенців, і відтоді позначає найбільш щільно заселений регіон нижньої течії річки Фрейзер від гір Норт-Шор на півночі і до кордону Канади з США на півдні.
Лауер Мейнленд, обмежений Береговим хребтом і Каскадними горами вздовж західного узбережжя Північної Америки, має також особливий, більш м'який і теплий клімат, особливу екосистему порівняно з північними і східними регіонами Британської Колумбії.